# Legat (stari Rim)
Legati su, u doba kasne republike, bili senatori, koji su služili pod vojnim zapovjednicima, i na čiju su preporuku bili imenovani od Senata. Pompej i Cezar su imenovali svoje legate, koji su imali propretorska ovlašćenja.
 (Caesar, BCiv 3. 51).
 .
Car August je razvio ovu ideju tako što je, postavio legata, senatora konzularnog ranga, koji je kasnije imao titulu legatus Augusti propraetore, da upravlja svakom provincijom za koju je bio odgovoran, osim Egipta, koji je imao konjičke časnike. Svakom legijom u provinciji upravljao je senator s pretorskim ovlašćenjima (lat. Legatus).